# دكتور هوك آند ذا ميديسين شو (فريق روك)
دكتور هوك آند ذا ميديسن شو (بالإنجليزية: Dr. Hook & the Medicine Show) فريق روك أمريكي تشكل في يونيون سيتي، بولاية نيو جيرسي، وحقق نجاحًا تجاريًا كبيرًا في السبعينيات من القرن الماضي مع أغانٍ فردية ناجحة. صعدت أغانيهم على قوائم أفضل 40، والاستماع السهل، والموسيقى الريفية، وفي جميع أنحاء العالم الناطق باللغة الإنجليزية بما في ذلك المملكة المتحدة وكندا وجنوب إفريقيا. امتدت موسيقاهم إلى عدة أنواع، معظمها أغاني مرحة وأغاني عاطفية على صوت الجيتار التقليدي في سنواتهم الأولى، على الرغم من أن نجاحهم الأكبر جاء مع أغانيهم اللاحقة، والتي تقدم موسيقى الروك الناعمة المتأثرة بالديسكو، والتي سجلها الفريق تحت الاسم المختصر دكتور هوك.
تفكك الفريق عام 1985 ليحتفظ قائد الفريق دينيس لوكورير Dennis Locorriere بالاسم «دكتور هوك»، ويقدم أعماله منفرداً حتى الآن.

## أعضاء الفريق
- دينيس لوكورير: غناء، وجيتار، وجيتار باس، وهارمونيكا (1968-1985)[4]

- راي سوير: غناء، وجيتار، وإيقاع، وكونغاس، وماراكاس (كان له حضورًا ملحوظًا في الفريق بسبب رقعة يضعها على عينه اليمنى التي فقدها 1967) (1967-1983، توفي 2018)[5]

- بيلي فرانسيس: لوحات المفاتيح، وغناء (1968-1985 ؛ توفي 2010)[6]

- جورج كامينغز: جيتار رئيسي، وغناء (1968-1975)[7]

- جون «جاي» ديفيد: طبول (1968-1973)[8]

- ريك إلسويت: جيتار (1972-1985)[9]

- جانس غارفات: جيتار باس (1972-1985 ؛ توفي 2006)[10]

- جون وولترز: طبول (1973-1982، 1983-1985 ؛ توفي عام 1997)[11]

- بوب ويلارد هينكه: جيتار (1976-1980)[12]

- رود سمير: جيتار (1980-1985 ؛ توفي 2012)[13]

- والتر هارتمان:  طبول (1982-1983)[14]

- ليونارد وولف: لوحات المفاتيح (1983-1985)[15]

- جوزيف اوليفر: طبول (1968)[16]

## أشهر أغاني الفريق
- والدة سيلفيا (1972) Sylvia's Mother المركز الأول في أستراليا، وأيرلندا، ونيوزيلندا وجنوب أفريقيا.[17]

- غلاف رولينج ستون (1972) The Cover of Rolling Stone المركز الثاني في كندا، والثالث في نيوزيلندا.[18]

- فقط ستة عشر (1975) Only Sixteen المركز الثالث في كندا، والسادس في الولايات المتحدة.[19]

- قليلا أكثر (1976) A Little Bit More المركز الثاني في بريطانيا، وأيرلندا.[20]

- تقاسم الليل معا (1978) Sharing the Night Together المركز الثالث في كندا، والسادس في الولايات المتحدة.[21]

- عندما تكون في حالة حب مع امرأة جميلة (1979) When You're in Love with a Beautiful Woman المركز الأول في بريطانيا، وأيرلندا.[22]

- حب أفضل في المرة القادمة (1979) Better Love Next Time المركز الثالث في الولايات المتحدة.[23]

- عيون مثيرة (1980) Sexy Eyes المركز الأول في كندا، ونيوزلندا.[24]

- الصبي البري المستعمر (1981) The Wild Colonial Boy المركز الرابع في أستراليا.[25]

- صغيرتي تجعل جينزها الأزرق يتحدث (1982) Baby Makes Her Blue Jeans Talk المركز الأول في جنوب أفريقيا.[26]

## وصلات خارجية
https://www.allmusic.com/artist/dr-hook-the-medicine-show-mn0000205575 دكتور هوك آند ذا ميديسين شو (فريق روك)
https://www.discogs.com/artist/636855-Dr-Hook-The-Medicine-Show دكتور هوك آند ذا ميديسين شو (فريق روك)
https://www.imdb.com/name/nm2262055/ دكتور هوك آند ذا ميديسين شو (فريق روك)
https://www.songfacts.com/facts/dr-hook-the-medicine-show/sylvias-mother دكتور هوك آند ذا ميديسين شو (فريق روك)